# Запис Миланов и Будимиров јавор код цркве (Врановац)
Запис Миланов и Будимиров јавор код цркве (Врановац) се налази на парцели чији је власник Српска православна црква - Православна епархија шумадијска - Црквена општина доњо-штипљанска.

## Локација
| Општина             | Јагодина                                                                    |
| Катастарска општина | Врановац                                                                    |
| Потес               | Село                                                                        |
| Координате          | 44° 01′ 06″ С; 21° 09′ 23″ И / 44.018300000000004° С; 21.156500000000001° И |
| Надморска висина    | 344m                                                                        |

## Карактеристике
Дендрометријске вредности утврђене на терену и сателитским снимцима:
| Стабло                     | Јавор |
| Висина стабла              | m     |
| Обим дебла                 | m     |
| Пречник крошње             | 11m   |
| Пречник дебла              | m     |
| Висина дебла до прве гране | m     |

## База записа
Запис је у оквиру Викимедија пројекта "Запис - Свето дрво" заведен под редним бројем 0258.